# Ridomanah
Ridomanah is een bestuurslaag in het regentschap Bekasi van de provincie West-Java, Indonesië. Ridomanah telt 2489 inwoners (volkstelling 2010).